# آفة العصبون الحركي العلوي
آفة العصبون الحركي العلوي (بالإنجليزية: Upper motor neuron lesion) (المعروف أيضا باسم القصور الهرمي ) هي آفة تحدث في المسار العصبي فوق خلية القرن الأمامي من الحبل الشوكي أو نوى المحركات في الأعصاب القحفية ، مما يؤثر على انتقال الألياف العصبية في القرن الأمامي من الحبل الشوكي أو نوى محرك الجمجمة إلى العضلات ذات الصلة .
أي آفية في العصبونات الحركي العلوية تحدث في المسار العصبي فوق القرن الأمامي للحبل الشوكي حيث ان العصبون الحركي يقع جسم خليته في الباحة الحركية من القشرة الدماغية وترتبط نتوءاته بالنوى الحركية في جذع الدماغ أَو القرن الأمامي للنخاع.

## الأسباب
تنشأ مثل هذه الآفات نتيجة للسكتة الدماغية، التصلب المتعدد، إصابة النخاع الشوكي أو إصابات الدماغ المكتسبة الأخرى. التغيرات الناتجة في أداء العضلات من الممكن أن تكون متنوعة وتعرف بمتلازمة العصبون الحركي العلوي.

## الأعراض
1ـ الضعف والشلل.
2 ـ ازدياد المقوية.
3 ـ اشتداد المنعكسات.
4 ـ الأخمصي بالانبساط.

## التشخيص
يكون التشخيص عادة بملاحظة الأعراض المصاحبة قبل الفحص المخبري والتصويري ومن هذه الأعراض هو
ـ ظهور علامات إصابة الجملة الهرمية في الطرف العلوي والوجه، تعني أن الإصابة في تروية الشريان المخي المتوسط.
ـ ظهور علامات إصابة الجملة الهرمية في الطرفين العلوي والسفلي والوجه، تعني أن الإصابة في المحفظة الداخلية.
ـ عندما نقول أن الإصابة في الطرف الأيسر فهذا لا يعني أن الطرف الأيمن سليم فهو يتأثر لكن بدرجة أخف من الطرف الأيسر.

## وصلات خارجية
- http://www.med.yale.edu/caim/cnerves/cn7/cn7_13.html
- https://web.archive.org/web/20070522002729/http://www.lib.mcg.edu/edu/eshuphysio/program/section8/8ch3/s8ch3_34.htm

قالب:Cerebral palsy and other paralytic syndromes